# Molodogvardisk
Molodogvardisk (en ucraniano: Молодогвардійськ, romanizado: Molodohvardiysk; en ruso: Молодогвардейск, romanizado: Molodogvardeisk) u Otamánivka (en ucraniano: Отаманівка) es una ciudad ucraniana perteneciente al óblast de Lugansk. Situada en el sureste del país, hasta 2020 era parte del raión de Krasnodón, pero hoy es parte del raión de Lugansk y del municipio (hromada) de Molodogvardisk. Sin embargo, según el sistema administrativo ruso que ocupa y controla la región, Molodogvardisk sigue perteneciendo al áre municipal de Krasnodón.
La ciudad se encuentra ocupada por Rusia desde la guerra del Dombás, siendo administrada como parte de la de facto República Popular de Lugansk y luego ilegalmente integrada en Rusia como parte de la República Popular de Lugansk rusa.

## Geografía
Molodogvardisk está situada 5 km al noroeste de Sorókine y 38 kilómetros al sureste de Lugansk.

## Historia
Originalmente éste era un pueblo de mineros llamado Atamánivka (en ucraniano: Атаманівка) después del descubrimiento de depósitos de carbón en 1936, que fueron explotados masivamente después de 1949. ero el rápido desarrollo de la industria del carbón y el amplio alcance de la construcción de minas provocaron el rápido crecimiento del asentamiento. Cuando se construyó un nuevo distrito de edificios para albergar a los mineros que llegaban de toda la URSS en 1954, recibió el nombre de Sotsmistechko (en ucraniano: Соцмістечко). En 1961 fue nombrada Mologvardisk en honor a un grupo de la resistencia, la Joven Guardia.
Molodogvardisk recibió el estatuto de ciudad en 1961.
A partir de mediados de abril de 2014, debido a la guerra del Dombás, Molodogvardisk estuvo controlada por la autoproclamada República Popular de Lugansk y no por las autoridades ucranianas.
En 2023, el grupo de trabajo de la Comisión Nacional de Estándares Lingüísticos Estatales de Ucrania incluyó a Molodogvardisk en la lista de asentamientos en Ucrania que pueden renombrarse como parte de las campañas de descomunización y la derusificación en Ucrania. El nombre elegido fue el antiguo nombre de Otamánivka, aprobado en la Rada Suprema el 19 de septiembre de 2024.

## Demografía
La evolución de la población de Molodogvardisk entre 1970 y 2022 fue la siguiente:
| 21 846                                                        | 27 395 | 31 766 | 25 528 | 24 716 | 23 580 | 23 332 | 22 937 | 22 671 | 22 449 |
| (Fuente: Cities & Towns of Ukraine y UKRAINE: Größere Städte) |        |        |        |        |        |        |        |        |        |

Según el censo de 2001, la lengua materna de la mayoría de los habitantes, el 88,6%, es el ruso; del 10,9% es el ucraniano.

## Economía
La principal actividad económica de la ciudad es la extracción de carbón en cuatro minas distintas, realizada por la empresa Krasnodonugol (en ruso: Краснодонуголь).

## Infraestructura

### Transporte
Se puede llegar a Sorókine a través de la carretera principal M-04/E-50. Desde 1987, Molodogvardisk está conectado con Sorókine por una ruta de trolebús. Molodogvardisk está a 3 km de la estación de tren Semeikino-Novoye.